# MIX Copenhagen
MIX Copenhagen est un des plus anciens festivals de films LGBT qui se déroule à Copenhague.

## Histoire
Le festival a été organisé pour la première fois en 1986 sous le nom de CGLFF – Copenhagen Gay & Lesbian Film Festival, ce qui en fait l’un des plus anciens festivals de cinéma au monde consacrés aux thématiques LGBT,. Le festival a pris le nom de MIX Copenhague en 2010. En 2016, il a commencé à s'affirmer comme un festival LGBTQ dans le but d’être plus inclusif et de « faire davantage de place aux récits portant sur les identités intersexuées, queer et non binaires ».
D'autres petits festivals de films LGBTQ+ lui sont affiliés, tels que MIX Århus, MIX Odense et MIX Aalborg,.